# Папа и папа
«Папа и папа» (англ. «Daddy & Papa») — американский документальный фильм 2002 года режиссёра и продюсера Джонни Симонса о правовых и социальных проблемах, с которыми сталкиваются однополые семьи при усыновлении и воспитании детей. Джонни Симонс о своём проекте:

Я хотел запечатлеть этот феномен: что означает для мужчин-геев создание своей собственной семьи — для отцов, для детей, для семей, школ и общин, для тысяч людей, жизнь которых меняется под воздействием нового вида семьи.Оригинальный текст (англ.)I wanted to document this phenomenon: what it means for out gay men to form their own families — for the dads, for the kids, for their extended families and schools and communities and the thousands of mainstream people who are being changed by their exposure to a new kind of family.

Фильм демонстрировался каналом «PBS» весной 2003 года по всей территории США, как часть сериала «Независимый объектив».

## Сюжет
Режиссёр Джонни Симонс, его партнёр Уильям Роджерс и их приёмный сын Закэри — одна из четырёх семей, судьба которых отслеживается в фильме. Медсестра, радикальная христианка, которая ухаживает за мальчиком, не хочет, чтобы ребёнка воспитывали геи. Её друзья считают, что Джонни и Уильям будут обращаться с ребёнком непотребно, в результате чего он обязательно вырастет гомосексуалом.
Келли Уоллес — отец-одиночка, который живёт в районе Кастро в Сан-Франциско. Он усыновляет двух братьев афроамериканцев в возрасте от двух до трёх лет. В процессе адаптации семья испытывает трудности изоляции в условиях проживания в районе гей-общины, где практически нет других детей.
Восьмилетний Оскар, которого бросил отец, остался на попечении Дуга Хоутона. Но закон штата Флориды не позволяет Дугу усыновить ребёнка, несмотря на то, что его дед и бабушка полностью поддерживают Дуга и считают настоящим отцом мальчика.

## Награды
Фильм участвовал в конкурсных программах многих фестивалей и получил награды:
- Номинация на премию «Эмми», «Лучший документальный фильм»
- «Официальный отбор», Кинофестиваль «Сандэнс»
- Кинопремия «Золотые ворота» «Лучшему документальному фильму от первого лица», Международный кинофестиваль в Сан-Франциско
- Приз зрительских симпатий за «Лучший документальный фильм», Кинофестиваль во Флориде
- Номинация «Лучший фильм», Международный кинофестиваль в Кливленде
- «Документальный фильм, который изменит мир», Кинофестиваль в Детройте
- Номинация на приз зрительских симпатий, Международный кинофестиваль в Сиэтле
- «Лучший документальный фильм», Кинофестиваль геев и лесбиянок в Майами
- Номинация на приз за «Лучший документальный фильм», «GLAAD Media Awards»